# Mark Dragunski
Mark Dragunski, né le 22 décembre 1970 à Recklinghausen, est un ancien handballeur allemand, évoluant au poste de pivot. Du haut de ses 2,14 m (7′ 0″), il est l'un des plus grands handballeurs de l'histoire

## Palmarès

### Club
Compétitions internationales
- Vainqueur de la Coupe des Villes (1) : 1994

Compétitions nationales
- Deuxième du Championnat d'Allemagne (1) : 2003
- Vainqueur de la Coupe d'Allemagne (1) : 2003

### Sélection nationale
Jeux olympiques
- médaille d'argent aux Jeux olympiques d'été de 2004 à Athènes

Championnats du monde
- médaille d'argent au Championnat du monde 2003
- 8e place au Championnat du monde 2001

Championnats d'Europe
- médaille d'or au Championnat d'Europe 2004
- médaille d'argent au Championnat d'Europe 2002